# Elecciones generales de Palaos de 2016
Las undécimas elecciones generales de Palaos tuvieron lugar el 1 de noviembre de 2016 para elegir al Presidente, al Vicepresidente, al Senado y a la Cámara de Delegados. Con una participación del 63%, Thomas Remengesau, Jr. obtuvo su reelección para un cuarto mandato (segundo consecutivo), derrotando a su cuñado Surangel Whipps Jr. por tan solo 255 votos. En el Senado y la Cámara de Delegados, todos los candidatos se presentaron como no partidistas, al no existir partidos políticos en el país.

## Resultados
| Candidatos                         | Votos  | %     |
| ---------------------------------- | ------ | ----- |
| Tommy Remengesau                   | 5.109  | 51.3  |
| Surangel Whipps Jr.                | 4.854  | 48.7  |
| Votos en blanco/anulados           | 75     | –     |
| Total                              | 10.038 | 100   |
| Votantes registrados/participación | 15.890 | 63.17 |
| Fuente: IFES                       |        |       |